# Lythe
Lythe is een civil parish in het bestuurlijke gebied Scarborough, in het Engelse graafschap North Yorkshire met 377 inwoners.